# Alžběta Šenoldová

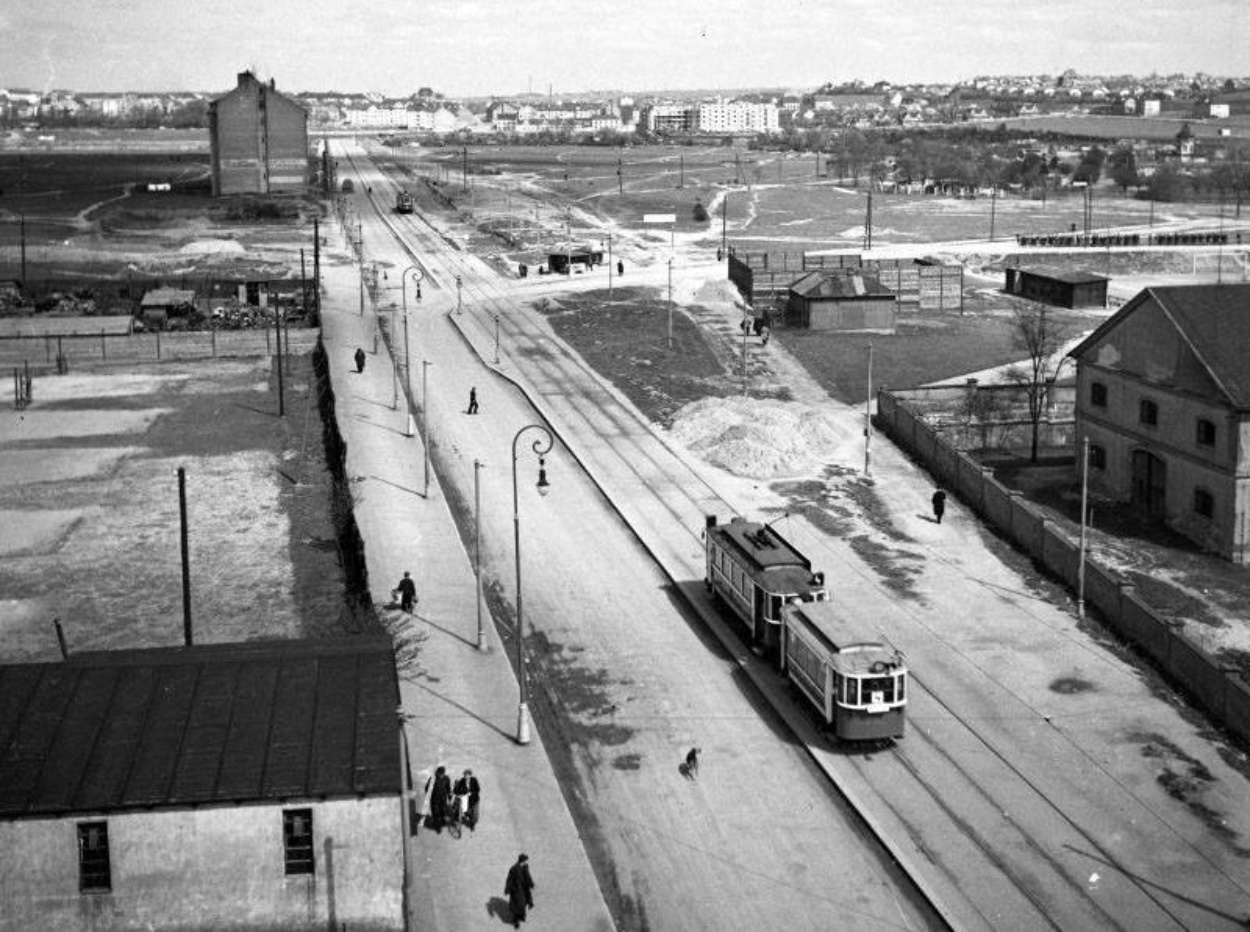
Vršovická ulice v Praze, kde bydleli za protektorátu manželé Alžběta a Augustin Šenoldovi

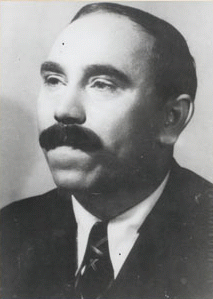
Profesor Ladislav Vaněk, zakladatel sokolské odbojové organizace Jindra

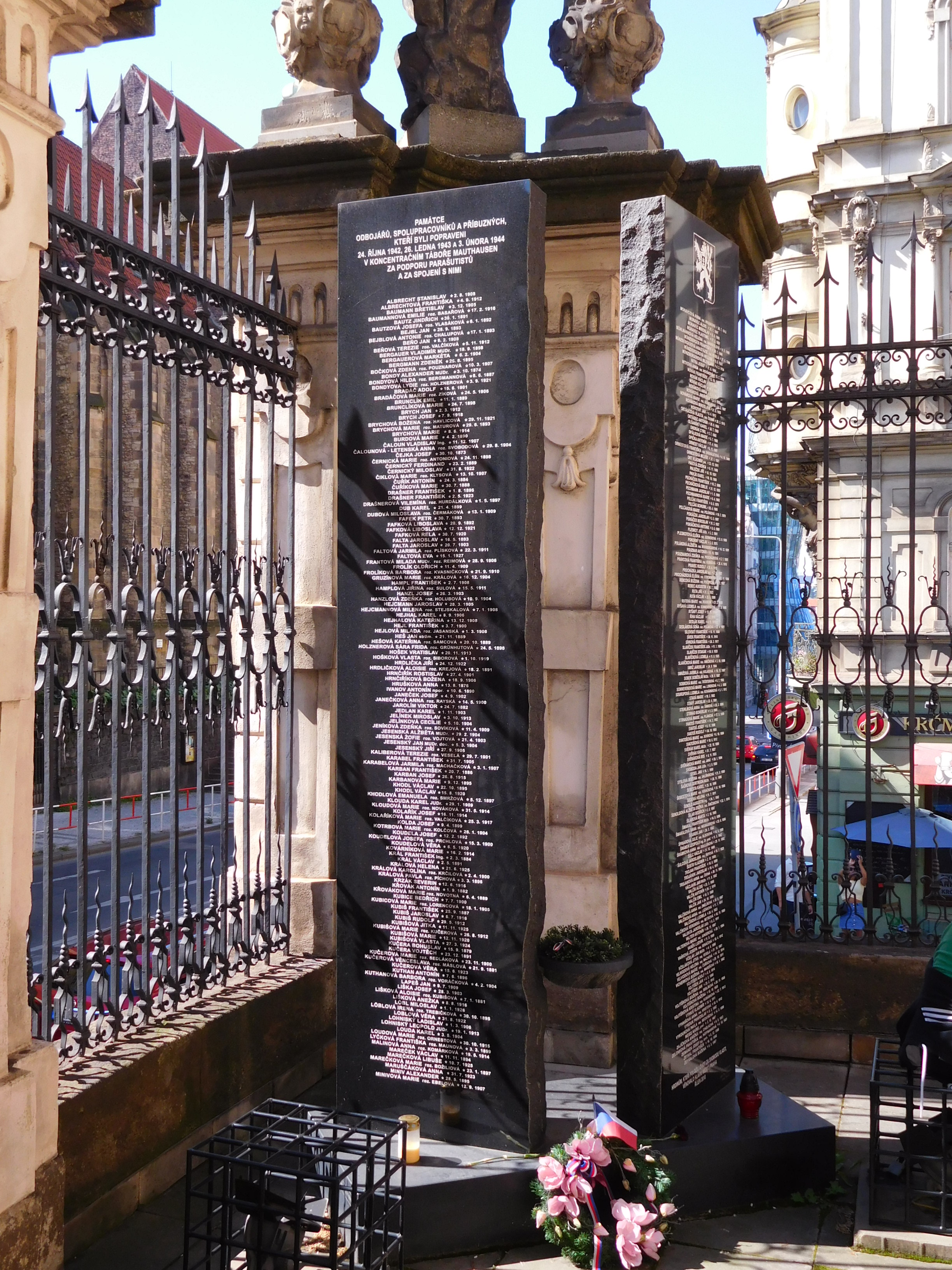
Pomník odbojářům popraveným a umučeným v souvislostí s operací Anthropoid (Resslova ulice)

Alžběta Šenoldová rozená Šimčisková (22. ledna 1910 Vrútky – 26. ledna 1943 koncentrační tábor Mauthausen) působila za protektorátu jako členka (s funkcí spojky) sokolské odbojové organizace Jindra, jedna z ubytovatelek profesora Ladislava Vaňka a podporovatelka parašutistů výsadku Antrhopoid.

## Život

### Rodinné poměry
Alžběta Šenoldová se narodila jako Alžběta Šimčisková 22. ledna 1910 ve Vrútkách na Slovensku. Provdala se za Čecha, železničního úředníka (adjunkta ČSD), Ing. Augustina Šenolda (* 24. ledna 1902 Třeboň – 26. ledna 1943 koncentrační tábor Mauthausen) a od roku 1938 s ním žila v Praze na adrese Vršovická 887/12.

### Odbojová činnost
Po roce 1939 začala Alžběta (spolu se svým manželem Augustinem) spolupracovat (pod krycím jménem Eržika) se sokolskou odbojovou organizací Jindra a to (v případě potřeby) jako spojka. Byt manželů Šenoldových v pražských Vršovicích sloužil od začátku roku 1942 jako místo ilegálních schůzek představitele odbojové skupiny Jindra profesora Ladislava Vaňka s parašutisty. Byt byl využíván též jako konspirativní útočiště odbojářů nucených pobývat v ilegalitě, nějakou dobu zde byl ubytován i profesor Ladislav Vaněk.

### Prozrazení a zatčení
Zatímco si Ladislav Vaněk kolaborací s Němci zachránil život, na základě jeho výpovědí při výsleších gestapa došlo k zatčení dalších odbojářů působících v sokolské odbojové organizaci Jindra. Zatčen byl nejen vedoucí sokolské odbojové organizace Jindra na Moravě Štěpán Drásal, ale i odbojářky, které fungovaly v Jindře jako spojky či Ladislavu Vaňkovi poskytly ilegální ubytování: Alžběta Šenoldová, Helena Šedová (rozená Burdová, * 30. července 1911 – 26. ledna 1943 KT Mauthausen), její matka Marie Burdová (* 4. února 1890 – 26. ledna 1943 KT Mauthausen) a Cecilie Jelínková (1904–1943).
Po konspirativní schůzce s Ladislavem Vaňkem byla v Praze zatčena gestapem 24. srpna 1942 Alžběta Šenoldová i její manžel Augustin.
Příslušník (a zakladatel) sokolské organizace Jindra profesor Ladislav Vaněk byl podruhé zatčen gestapem během tzv. druhé heydrichiády (po atentátu na Reinharda Heydricha) v Praze dne 4. září 1942. Vaněk po svém zatčení vyšetřovatelům během tvrdých výslechů obsáhle vypovídal o odbojových strukturách.

### Výslechy, věznění, ...
Nejprve byla Alžběta Šenoldová vězněna v policejní vazbě v Praze a poté byla odeslána do vazební věznice pražského gestapa v Malé pevnosti Terezín. Dne 8. ledna 1943 byla stanným soudem v Praze v nepřítomnosti odsouzena k trestu smrti. Následně byla 15. ledna 1943 poslána s transportem čítajícím 31 osob do koncentračního tábora Mauthausen. Tam byla umístěna v cele tzv. bunkru, kde čekala na popravu, která byla vykonána 26. ledna 1943. Ten den bylo v 16:15 zavražděno 15 žen v plynové komoře. (Alžbětě Šenoldové bylo 33 let). Muži (v počtu 16) byli zavražděni v odstřelovacím koutě mauthausenského bunkru ranou z malorážní pistole do týla. Ing. Augustin Šenold byl zastřelen 26. ledna 1943 v 16.53 ve věku 41 let.

## Připomínky a ocenění
- Její jméno (Šenoldová Alžběta Eržika roz. Šimčisková *22. 1. 1910) je uvedeno na pomníku u pravoslavného chrámu svatého Cyrila a Metoděje (adresa: Praha 2, Resslova 9a). Pomník byl odhalen 26. ledna 2011 a je součástí Národního památníku obětí heydrichiády.[1][2][16]
- Po druhé světové válce jí byl (in memoriam) udělen Československý válečný kříž 1939.[3]
- Stala se čestnou občankou města Třeboň.[5]

## Dovětek
Po druhé světové válce byla snaha zpochybnit kladnou (hrdinskou) úlohu profesora Ladislava Vaňka v sokolském odboji (a podpoře parašutistů) a najít důkazy pro jeho zrádcovskou (konfidentskou) úlohu (ve smyslu kolaborace s Němci) coby informátora gestapa. Snahou o „zprůhlednění protektorátní minulosti“ Ladislava Vaňka se zbývala především StB, jejímž spolupracovníkem s krycím jménem „Horský“ se Ladislav Vaněk po druhé světové válce stal. Jako jeden z podpůrných důkazů Vaňkova zrádcovství měly sloužit svědecky ověřené (Františkem Tománkem a J. Olivou) strojopisné opisy motáků, které Alžběta Šenoldová (alias „Eržika“) posílala z nacistického vězení ilegální cestou Marii Tománkové (bytem Praha, Vinohrady třída Krále Jiřího 12). Motáků mělo být více než 5 kusů, měly být psány na plátěných proužcích a Eržika v nich údajně jednoznačně varovala před profesorem Ladislavem Vaňkem, kterého ve svých ilegálních zprávách označovala za zrádce.